# Вельп, Кристиан
Кристиан Ансгар Вельп (нем. Christian Ansgar Welp; 2 января 1964, Дельменхорст, ФРГ — 1 марта 2015, Худ-Канал, штат Вашингтон, США) — западногерманский профессиональный баскетболист и тренер, чемпион Европы (1993), признанный лучшим игроком турнира.

## Спортивная карьера
Начал заниматься баскетболом в 1974 г. в Оснабрюке, первоначально выступал за юниоров клуба «Post SV», затем перешёл в клуб юниорской серии А «BC Giants». Его первым клубом в немецкой бундеслиге стал BC Giants Osnabrück из Оснабрюка (1982/83).
В 1983 году он отправился в США в Вашингтонский университет, в составе которого он вместе с Детлефом Шремпфом играл за «Хаскис». В 1987 году получил драфт клуба НБА «Филадельфия Севенти Сиксерс» под номером 16. В НБА выступал в составах «Филадельфии Севенти Сиксерс» (1987/89), «Сан-Антонио Спёрс» (1989/90) и «Голден Стэйт Уорриорз» (1990). Участник летних Олимпийских игр в Лос-Анджелесе (1984).
В 1991 году вернулся в Европу, играл за немецкий «Байер 04», греческий «Олимпиакос», немецкую «Альбу» и итальянский «Виола Реджо Калабрия». Являлся шестикратным чемпионом ФРГ (1991—1996 и 1998), трёхкратным победителем Кубка Германии (1991, 1993 и 1995), в 1997 году в составе «Олимпиакоса» выиграл Кубок европейских чемпионов.
На чемпионате Европы в Мюнхене (1993) при счете 68:70 в матче с Россией незадолго до финального свистка получил право на пробитие штрафных бросков и принес сборной Германии победу со счетом 71:70. Был признан лучшим игроком турнира.
По окончании игровой карьеры до 2006 года являлся помощником тренера национальной сборной ФРГ, затем жил в американском Сиэтле.

## Статистика

### Статистика в НБА
| Сезон                                                                                    | Команда      | Регулярный сезон | Регулярный сезон | Регулярный сезон | Регулярный сезон | Регулярный сезон | Регулярный сезон | Регулярный сезон | Регулярный сезон | Регулярный сезон | Регулярный сезон | Регулярный сезон | Серия плей-офф | Серия плей-офф | Серия плей-офф | Серия плей-офф | Серия плей-офф | Серия плей-офф | Серия плей-офф | Серия плей-офф | Серия плей-офф | Серия плей-офф | Серия плей-офф |
| Сезон                                                                                    | Команда      | GP               | GS               | MPG              | FG%              | 3P%              | FT%              | RPG              | APG              | SPG              | BPG              | PPG              | GP             | GS             | MPG            | FG%            | 3P%            | FT%            | RPG            | APG            | SPG            | BPG            | PPG            |
| ---------------------------------------------------------------------------------------- | ------------ | ---------------- | ---------------- | ---------------- | ---------------- | ---------------- | ---------------- | ---------------- | ---------------- | ---------------- | ---------------- | ---------------- | -------------- | -------------- | -------------- | -------------- | -------------- | -------------- | -------------- | -------------- | -------------- | -------------- | -------------- |
| 1987/88                                                                                  | Филадельфия  | 10               | 0                | 13,2             | 58,1             | -                | 66,7             | 2,4              | 0,5              | 0,5              | 0,5              | 4,8              | Не участвовал  | Не участвовал  | Не участвовал  | Не участвовал  | Не участвовал  | Не участвовал  | Не участвовал  | Не участвовал  | Не участвовал  | Не участвовал  | Не участвовал  |
| 1988/89                                                                                  | Филадельфия  | 72               | 0                | 11,7             | 44,6             | 0,0              | 65,8             | 2,7              | 0,4              | 0,3              | 0,6              | 3,4              | 3              | 0              | 7,3            | 33,3           | -              | 0,0            | 2,3            | 0,0            | 0,0            | 0,0            | 0,7            |
| 1989/90                                                                                  | Сан-Антонио  | 13               | 1                | 4,3              | 30,4             | -                | 50,0             | 0,9              | 0,4              | 0,1              | 0,0              | 1,2              | Не участвовал  | Не участвовал  | Не участвовал  | Не участвовал  | Не участвовал  | Не участвовал  | Не участвовал  | Не участвовал  | Не участвовал  | Не участвовал  | Не участвовал  |
| 1989/90                                                                                  | Голден Стэйт | 14               | 2                | 10,1             | 42,1             | -                | 78,3             | 2,6              | 0,3              | 0,4              | 0,6              | 3,6              | Не участвовал  | Не участвовал  | Не участвовал  | Не участвовал  | Не участвовал  | Не участвовал  | Не участвовал  | Не участвовал  | Не участвовал  | Не участвовал  | Не участвовал  |
|                                                                                          | Всего        | 109              | 3                | 10,8             | 44,6             | 0,0              | 68,1             | 2,4              | 0,4              | 0,3              | 0,5              | 3,3              | 3              | 0              | 7,3            | 33,3           | -              | 0,0            | 2,3            | 0,0            | 0,0            | 0,0            | 0,7            |
| Наведите курсор мыши на аббревиатуры в заголовке таблицы, чтобы прочесть их расшифровку. |              |                  |                  |                  |                  |                  |                  |                  |                  |                  |                  |                  |                |                |                |                |                |                |                |                |                |                |                |